# Administration de Détroit

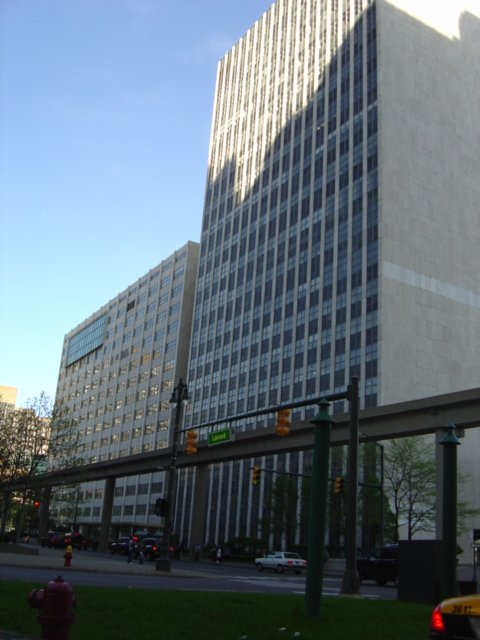
La mairie de Détroit.

L'administration de Détroit est régie par une charte adoptée le 1er juillet 1974. Elle est dirigée par le maire, neuf membres du conseil municipal et des fonctionnaires élus.

## Politique
Le Parti démocrate arrive constamment en tête des suffrages à Détroit dans les élections locales et fédérales. Le maire Mike Duggan est en fonction depuis le 1er janvier 2014.

## Villes jumelées
- Canada : Windsor, Ontario
- Japon : Toyota
- Émirats arabes unis : Dubaï
- Italie : Turin
- Biélorussie : Minsk
- Zambie : Kitwe
- Bahamas : Nassau
- Chine : Chongqing[1]